# Pierre de Rossi
 (mars 2016).
Si vous disposez d'ouvrages ou d'articles de référence ou si vous connaissez des sites web de qualité traitant du thème abordé ici, merci de compléter l'article en donnant les références utiles à sa vérifiabilité et en les liant à la section « Notes et références ».
Pierre de Rossi (en russe : Пётр Осипович Росси, de son nom de naissance Pietro Rossi en italien), né en 1789 et mort en 1831, est un peintre miniaturiste italien qui fit carrière à Saint-Pétersbourg. Il reçut le titre de peintre miniaturiste du Cabinet de Sa Majesté.
Pierre de Rossi fit le portrait de personnages de la cour impériale et de nombreux membres de l'aristocratie russe, comme le prince Vassiltchikov, le prince Galitzine, le comte de Langeron, le général Raïevski, le général Tstitsianov, la comtesse Chouvalov née princesse Chakhovskoï (épouse du général Chouvalov 1776-1823), etc. Il entre à l'Académie impériale en 1813 en tant que professeur de peinture de miniatures. Il fit également les portraits de son collègue et ami, le sculpteur Martos et de Valouïev, expert de l'architecture grecque. Certains portraits ont été gravés par la suite par des artistes tels qu'Egor Skotnikov ou Francesco Vendramini.
Il meurt pendant l'épidémie de choléra de 1831.

## Quelques miniatures de Rossi

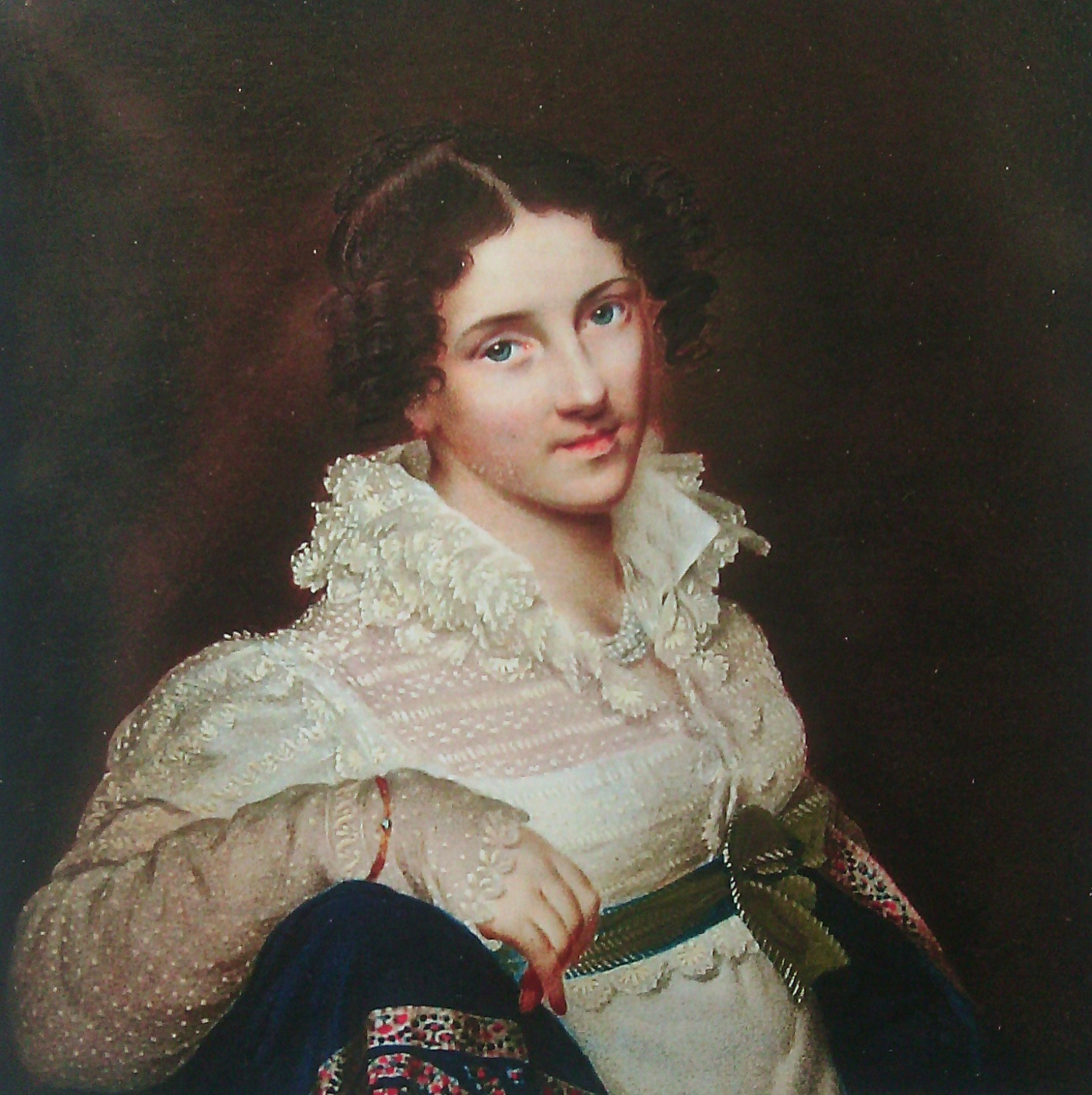
La princesse Iekaterina Saltykova.
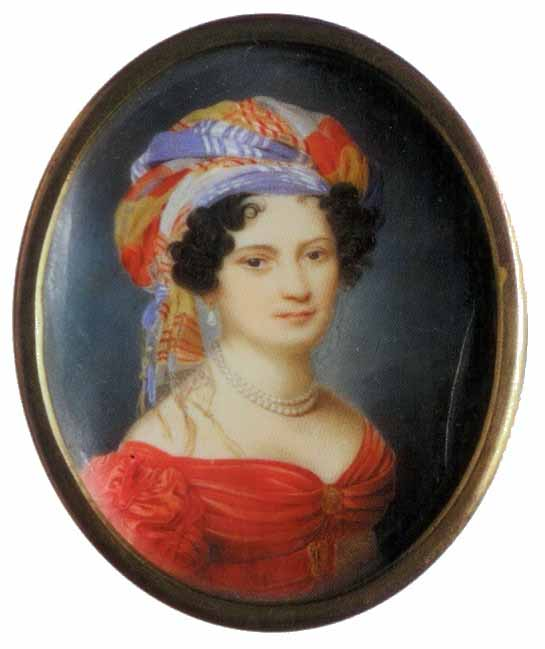
Portrait d'une dame inconnue (1824)
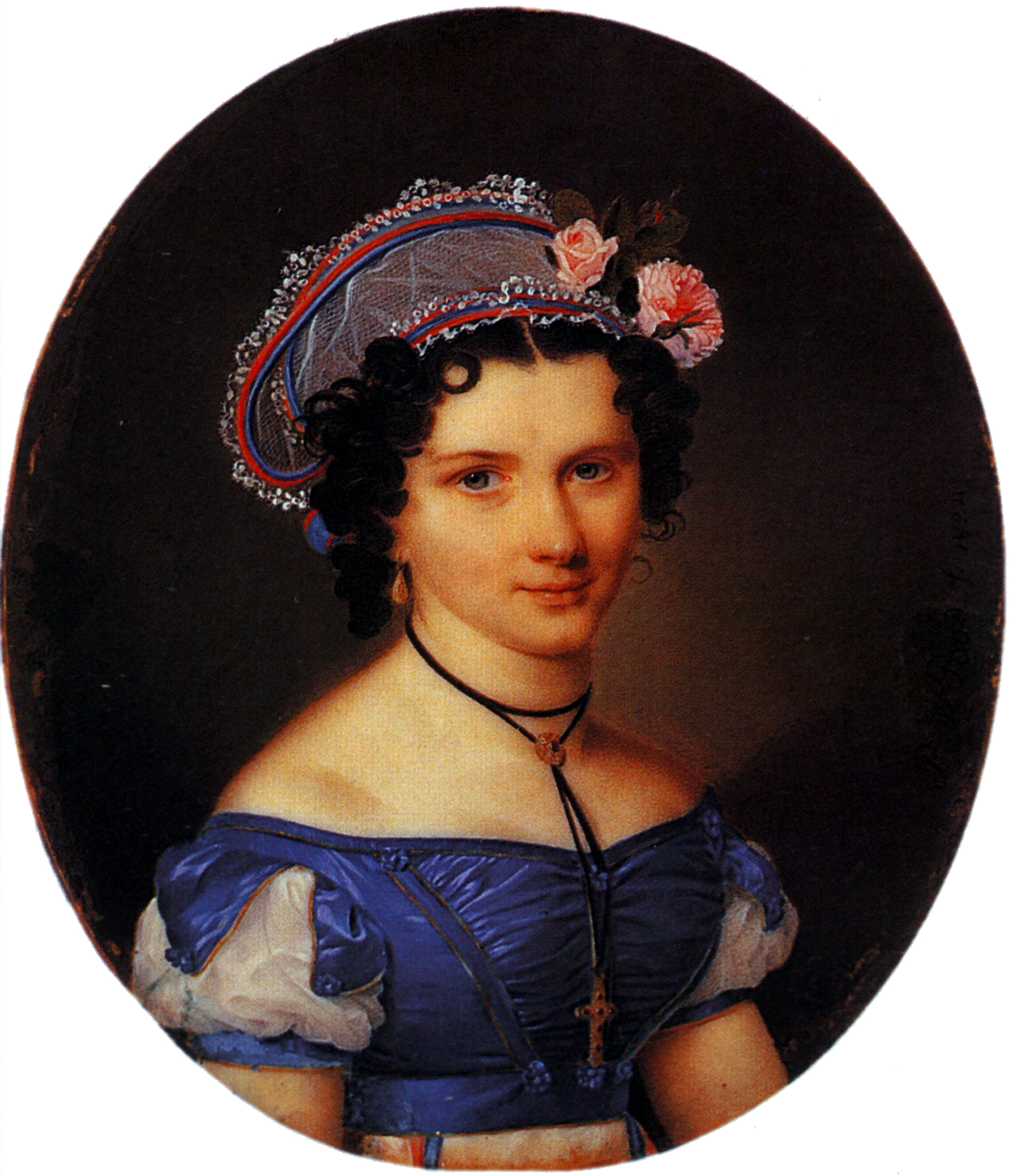
Portrait de la ballerine Ekaterina Telecheva (1804-1857), dans le rôle de Louise[2] (1824)
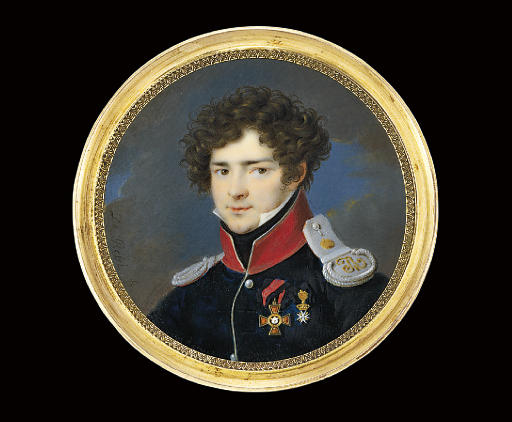
Portrait du jeune comte Sergueï Stroganov dans les années 1815
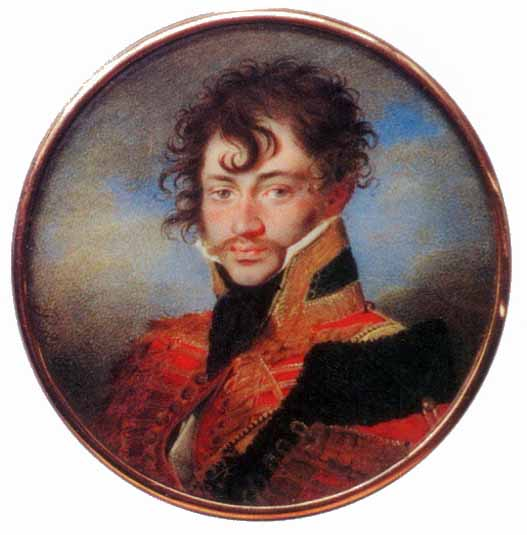
Portrait du jeune colonel Fiodor Nachtchokine (1789-1813) dans les années 1810